# Szkopelosz
Szkopelosz (görög írással Σκόπελος) egy görögországi sziget, mely az Égei-tenger nyugati felében helyezkedik el. Az (Északi-)Szporádok szigetcsoport középső szigete. A görög szárazföldtől keletre, Évia szigetétől pedig északra található, közigazgatásilag a thesszáliai régió Magnészia prefektúrájához tartozik. Szkopelosznak hívják a sziget legnagyobb települését, egyben közigazgatási központját is.

## Földrajza
Szkopeloszt a Szporádok szigetcsoport két szigete fogja közre, ugyanis tőle nyugatra Szkiatoszt, keletre pedig Aloniszoszt találjuk. Szkopelosz szigetének két 500 méternél is magasabb csúcsa van. A 681 méter magasra nyúló Delphi a sziget közepén, az 546 méteres Palouki pedig a sziget délkeleti felében található. Területe 96 km², tehát nagyobb, mint az ismertebb Mikonosz (85 km²) illetve Szantorini (73 km²).

### Környezet
Szkoleposzt tartják az Égei-tenger egyik legzöldebb szigetének, bár ezt a Szporádok többi szigetére is előszeretettel mondják. A szigeten számos fa, virág és cserje őshonos, de szigetet nagyrészt fenyőerdők és tölgyesek, illetve gyümölcsösök, és olívaligetek borítják. Korábban a jobban elterjedt tölgyfaerdők helyére is fenyveseket ültettek, ugyanis a fenyőfa, mint alapanyag, a hajóipar számára megfelelőbb.

### Ökológia
Szkopelosz, a "zöld és kék sziget" a görög városok mögött kullog, ami a hulladékok újrahasznosítását és a szennyvízkezelést illeti. Pillanatnyilag Szkopelosznak nincs hulladék-újrahasznosítási programja. A szilárd és veszélyes hulladékokat egy hulladéklerakóba viszik, de gyakori, hogy illegálisan egy-egy elhagyott területre hordják a szemetet. Időnként roma családok lepik el Szkopeloszt, hogy a fémhulladékot összegyűjtsék, majd teherautókkal a szárazföldre szállítsák, és ott eladják. A sörös- illetve borosüvegek újrahasznosítása a forgalmazók dolga, minden eladott üvegért betétdíjat kérnek, amit akkor kap vissza a vásárló, ha visszaviszi az üvegeket.

### Élővilág

#### Háziállatok
- Szkopeloszi kecske: a szigetnek saját kecskefaja van, amelyet Szkopelosznak hívnak, és rokona a Szporádok egy másik szigetén a Giourán élő vadkecskének. Ez a kecskefaj leginkább Szkopeloszon, Szkiatoszon és Alonisszoszon terjedt el.
- Szkopeloszi bárány: a Szkopeloszon honos bárányok szintúgy egy külön fajt alkotnak, amit az egyszerűség kedvéért szintén Szkopelosznak hívnak.

#### Madarak
A sziget nagyon gazdag élővilággal büszkélkedhet, csak madárfajból több, mint 60 él itt. Számos ragadozómadárnak ad otthont a terület, melyek közül a legismertebbek az eleonóra-sólyom, a füleskuvik és az egerészölyv, de sólymok, sasok és keselyűk is fel- felbukkannak a szigeten. Szintén Szkopelosz-szerte elterjedt madár a dolmányos varjú, és néha még szürkegémeket, vagy jégmadárféléket is lehet látni. Náluk gyakoribb vendég a nagy kárókatona és az ezüstsirály illetve a sárgalábú sirály, melyek a partok közelében figyelhetőek meg. Kemény tél esetén megjelennek a szárazföldön honos madarak is a szigeten. 2007-ben a helyi önkormányzat kitakaríttatott egy, a Szkopelosz strandjához közeli mocsaras területet, ahol a sziget egyetlen állandó patakja a tengerbe ömlik. A terület békák és a velük táplálkozó madarak élőhelye volt. Ezután a környék nagy részén, és a szomszédos Palouki hegyen a Szkopeloszi Vadászati Egyesület megtiltotta a vadászatot, aminek következtében a sziget más részeiről is hiányzó fácánok népesítették be a területet.

## Története
A legenda szerint Szkopeloszt Sztafilosz alapította, aki Dionüszosz és a krétai Ariadné hercegnő egyik fia volt. Valójában a késői bronzkorban Szkopeloszt (későbbi nevén Peparetosz, görög írással Πεπάρηθος) a krétaiak népesítették be, akik a szőlőtermesztés kultúráját is elhozták a szigetre.
Talán pont a legenda hatására, miszerint a bor istenének fia alapította, a sziget az antik görög városok között a boráról volt híres. Szophoklész i. e. 409-ben bemutatott Philoktétész drámájában meg is említ egy borkereskedőt, aki eltűnt útban a "szőlőben és borban gazdag Pepaterosz" felé.
1939-es ásatások során Sztafilosz és Velanio térségében rábukkantak egy, a mükénéi korból származó királyi sírra. A sziget legalább i. e. 8. századtól kezdve a Évia szigetén található Khalkisz (mai nevén Halkída) városállam irányítása alatt állt. Ezután időrendben az alábbi hatalmak politikai hatása vagy közvetlen uralma alá tartozott:
- Athén
- Makedónia (i. e. 338 - 146).
- Római Köztársaság (i. e. 146 - 27).
- Római Birodalom (I. e. 27 - 330).
- Bizánci Birodalom (330 - 1204).
- Velencei Köztársaság (1204 - 1538).

1538-ban egy török kalóz, a „Vörös Szakállú” Barbarossa megtámadta a szigetet, és annak lakóit lemészárolta. A túlélők Évia szigetére illetve Thesszáliába menekültek, és már csak jóval később, a 17. század folyamán tértek vissza. Az újból benépesült Szkopelosz már az Oszmán Birodalom fennhatósága alatt állt, akiknek a viszonylagos függetlenségükért adót kellett fizetniük. Az oszmán megszállás végét az évszázadokkal későbbi görög szabadságharc jelentette.
A görög szabadságharc után Szkopelosz a londoni szerződésben (1830. február 3.) rögzített szuverén Első Görög Köztársaság részévé vált. A második világháborúban a tengelyhatalmak uralma alá került, ugyanis először az Olasz Királyság foglalta el (1941 június - 1943 szeptember), majd a Harmadik Birodalom (1943 szeptember - 1944 október) kerítette hatalmába. 1944 után a demokratikus állammá alakult Görögország részeként folytatódott történelme.

## Népesség

### Demográfiai adatok
A szigetet a 2001-es népszámlálási adatok alapján összesen 4696 fő lakja. A lakosok területi eloszlása az alábbiak szerint alakul:
- Szkopelosz körzetében 3027 lakos él, melyből:

- Szkopelos: 2803 lakos,
- Agnondasz: 8 lakos,
- Kalogirosz: lakatlan,
- Milia: 86 lakos,
- Panormosz: 39 lakos,
- Sztafilosz: 91 lakos.

- Glosza körzetében 1195 lakos él, melyből:

- Glosza: 1006 lakos
- Ateato: 26 lakos
- Loutraki: 136 lakos

- Klima körzetében 474 lakos él, melyből:

- Neo Klima: 447 lakos
- Klima: 27 lakos

### Vallás
A kereszténység a 3. században jelent meg a szigeten, és gyorsan el is terjedt. A 4. század folyamán érseki széket alapítottak, amelyet először Reginosz foglalt el, akit szentté avattak, és azóta ő a sziget védelmezője és pártfogója.

## Önkormányzat és közigazgatás

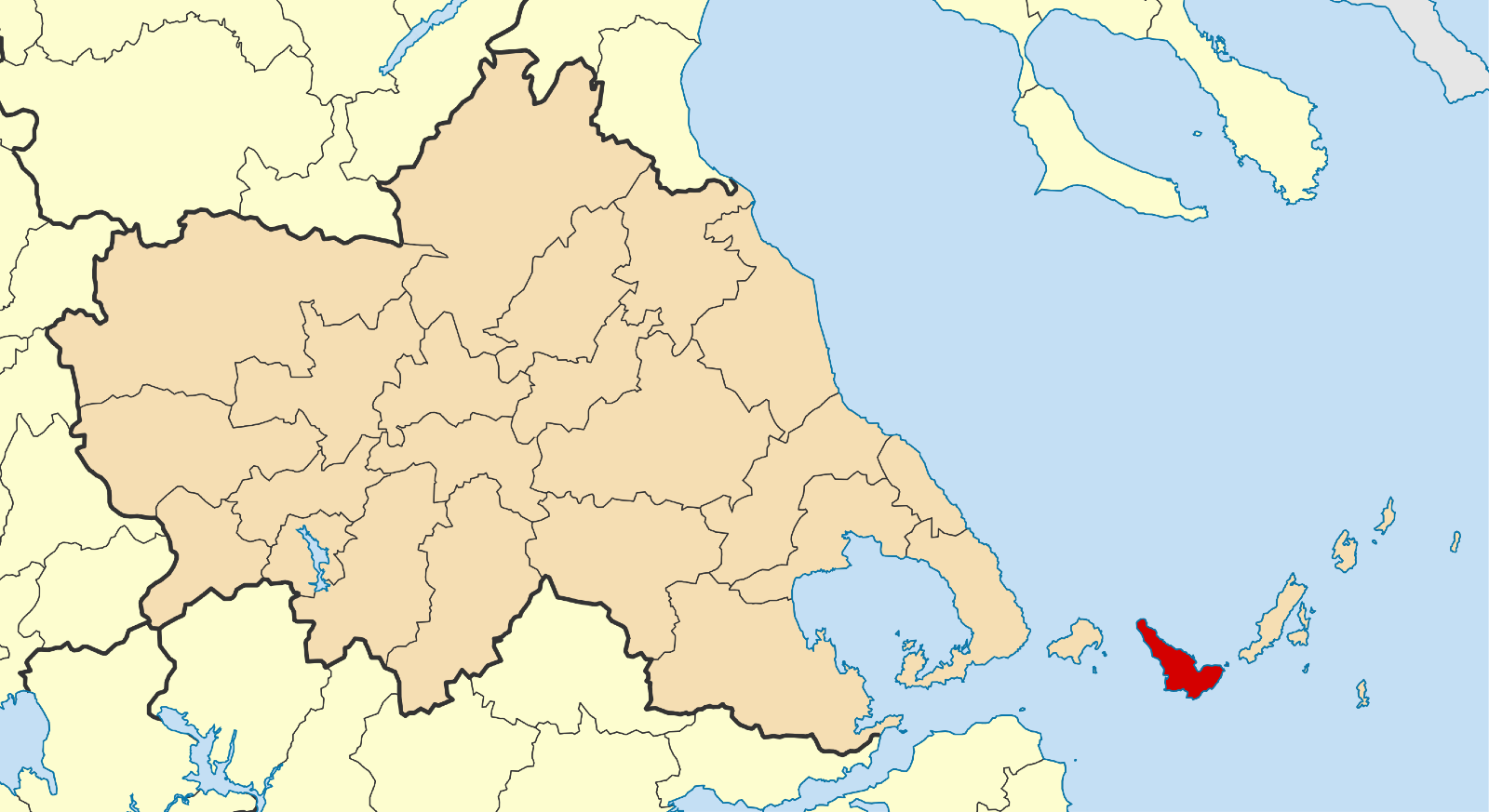
Szkopelosz fekvése Thesszálián belül

Szkopelosz szigete közigazgatásilag három elkülönülő területre oszlik. A sziget délkeleti részén található Szkopelosz, mely egyben a sziget központi települése is, északnyugaton található Glosza, illetve a kettő között hozták létre a sziget nyugati partján Neo Klimát.

## Gazdaság

### Turizmus
Szkopelosz gazdasága mára már teljesen a turizmusra épül, amelynek köszönhetően mind a kapcsolódó iparágak, mind pedig az építőipar nagy lendületet kapott az utóbbi időben. Bár a turizmus a nyári hónapokban a legerősebb, ennek ellenére Szkopelosz egész évben várja a látogatókat. Számos észak-európai országból a turistaszezonon kívül is sok látogató érkezik ide pihenni. A 2007 szeptemberében itt forgatott Mamma Mia! című filmnek köszönhetően megnőtt a film miatt idelátogató turisták száma. Ennek hatására a szigeten lépten-nyomon a Mamma Mia! forgatási helyszíneit jelölő táblákba lehet botlani, továbbá több helyi utazási iroda is szervez olyan túrákat, hajóutakat, amelyek a film helyszíneire kalauzolják el az érdeklődőket.

#### Strandok

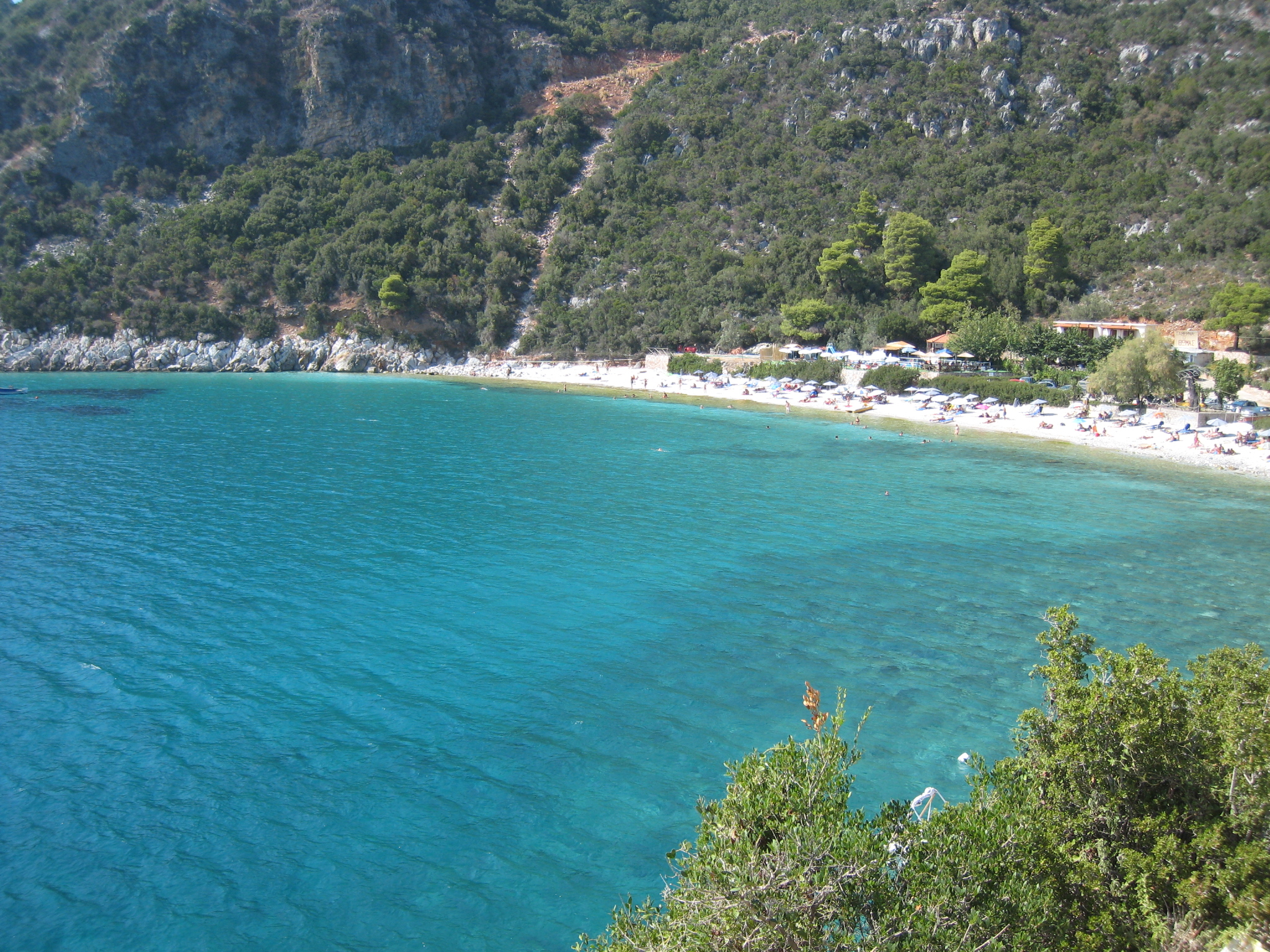
Szkopelosz egyik strandja

Ugyan a partvonal 67 km hosszúságú, viszont a sziget sziklás, hegyes felszínének köszönhetően a part nagy része egyáltalán nem érhető el, vagy csak nagyon nehezen. Azokon a helyeken viszont, ahol autóval vagy gyalog megközelíthető a part, ott számos strand található, melyek közül több is nagy népszerűségnek örvend. A strandok nagy része apró kavicsos, és a víz gyakran gyorsan mélyül, viszont a víz kristálytiszta, és a legtöbb strand szélvédett helyen található.

### Mezőgazdaság
A helyi gazdaság egykoron vezető szerepet betöltő iparága, a mezőgazdaság, mára már csak önmaga árnyéka. Szilva- és mandulaültetvények ugyan még léteznek, de sokkal szerényebb méretben, mint korábban, és a sziget szőlőtermesztése illetve bortermelése is minimálisnak mondható, ugyanis 1940-ben a filoxéra teljesen kipusztította a helyi szőlőültetvényeket. A szigetlakók bort már leginkább csak saját maguk részére termelnek, és az ahhoz szükséges szőlőt is Thesszáliából hozzák a szigetre. A kecske- és juhtenyésztés még mindig megtalálható a szigeten, mely állatok tejéből készítik a feta sajtot. Az utóbbi időkben lendületet vett a méhészkedés, és méztermelés. Ezen felül Szkopelosznak még van egy kisebb halászflottája is, amellyel a helyi vizeken halásznak.

### Élelmiszeripar
- Olajbogyó, és olívaolaj: az olívaolaj fontos szerepet tölt be a szkopeloszi konyhában, ugyanis minden tradicionális recept alapját képezi. A legelterjedtebb olívafajta a "pélioni", amely nagyobb és kerekebb, mint a "kalamata". Az olajbogyót mind érett, mind pedig éretlen állapotában előszeretettel fogyasztják.
- Feta sajt: félkemény, törékeny, sós sajt, amit kecsketejből készítenek, és sóoldatban tárolnak. A híres szkopeloszi sajtospitébe, egyéb zöldséges pitékbe, és salátákhoz (a görög saláta egyik összetevője), illetve húsokhoz fogyasztják.
- Szkopeloszi sajtos pite: valójában nem egy pite, hanem egy triopita, azaz egy olyan sajttal töltött leveles tészta, amit csigaformába hajtanak, majd forró olajban kisütnek. Számos fajtája létezik, de általában egy 15 cm átmérőjű és 3 cm magas péksütemény, amit süteményként, de gyakran előételként is tálalnak.
- Méz: Szkopelosz híres a méztermeléséről is, melynek két fajtáját lehet megtalálni a szigeten: a fenyőmézet, illetve virágmézet.

### Hajóipar
Szkopelosz egykoron híres volt a fahajóépítő iparáról, amely számos hajóval járult hozzá az 1821 és 1831 között zajló görög szabadságharchoz. A hajóépítés a gőzhajók elterjedésével hanyatlásnak indult. Az Encyclopædia Britannica 11., 1911-es kiadása szerint "Majd minden háztulajdonos birtokolt, vagy részben birtokolt vitorláshajót." Napjainkra a tradicionális hajóépítés gyakorlatilag teljesen eltűnt a szigetről, nyomokban csak a kis fahajók javításánál lehet tetten érni.

### Egyéb
Szkopelosz nem tudja a helyi lakosság minden igényét kielégíteni helyben termelt élelmiszerrel, és egyéb javakkal. Ezen áruk nagy részét a szárazföldről hajóval szállítják a szigetre, melynek költsége a fogyasztót terheli. A görög állam ezért kevesebb forgalmi adót szed a szigeteken eladott étel és ital után, pontosan 6-13 százalékot a szárazföldi 9-15 százalékkal szemben. Az adómérséklés ellenére a szigeten átlagosan 10%-kal magasabb az élelmiszerek ára. Az üzemanyagok ára még ennél is magasabb mértékben tér el a szárazföldi ártól: gyakran 15 százalékot meghaladó mértékben múlja azt felül.